# Barfold
Barfold liegt 104 Kilometer nordwestlich von Melbourne an der Straße von Kyneton nach Heathcote im australischen Bundesstaat Victoria.

## Ort
Der Ort hat eine Gemeinschaftshalle, die Barfold Hall, und eine anglikanische Kirche, die Barfold Union Church. Das Barfold Post Office öffnete in einiger Entfernung vom heutigen Ortszentrum im Süden des Ortes am 1. November 1861. Dieses wurde 1867 in Langley umbenannt, als ein neues Postamt, das einige Monate zuvor eröffnet worden war, von Emberton in Barfold umbenannt wurde. Das Postamt von Barfold wurde 1957 geschlossen, jenes von Langley im Jahr 1970.

## Umgebung
Geologisch bedeutsam ist die Barfold Gorge, eine vier Kilometer lange Schlucht mit einer Tiefe von 80 Metern, zwei Wasserfällen, Basaltsäulen und Lava-Steinbrüchen.
Rund um den Ort wird Rinderzucht, Oliven- und Weinanbau betrieben.

## Persönlichkeiten
Barfold war der Geburtsort von William Watt, dem Premierminister von Victoria von 1912 bis 1913.